# This Guy's in Love with You
This Guy's in Love with You is een in 1968 door Burt Bacharach en Hal David gecomponeerd nummer dat opgenomen werd door Herb Alpert. Hoewel Alpert vooral bekendheid genoot als de trompettist en leider van de "Tijuana Brass Band", zong Alpert dit nummer tóch in, omdat zijn stembereik voldoende was voor dit nummer.
Alpert zong This Guy's in Love with You allereerst op een televisieavond in 1968. Nadat er talloze telefoontjes van kijkers binnenkwamen over het nummer, werd er besloten om het nummer als single uit te geven. De single bereikte de eerste plaats in de Billboard Hot 100; Alperts eerste nummer 1-hit was een feit, evenzo de eerste nummer 1-hit voor Alperts A&M Records. Het nummer bezette daarnaast tien weken de eerste plaats in de Billboard Adult Contemporary Chart, die toen ook wel de Easy Listening Chart werd genoemd.
Voor de B-kant werd het nummer "A Quiet Tear" gekozen, een nummer van Alperts eerste album, The Lonely Bull uit 1962.

## Hitnoteringen

### Nederlandse Top 40
| Hitnotering: 29-06-1968 t/m 24-08-1968 | Hitnotering: 29-06-1968 t/m 24-08-1968 | Hitnotering: 29-06-1968 t/m 24-08-1968 | Hitnotering: 29-06-1968 t/m 24-08-1968 | Hitnotering: 29-06-1968 t/m 24-08-1968 | Hitnotering: 29-06-1968 t/m 24-08-1968 | Hitnotering: 29-06-1968 t/m 24-08-1968 | Hitnotering: 29-06-1968 t/m 24-08-1968 | Hitnotering: 29-06-1968 t/m 24-08-1968 | Hitnotering: 29-06-1968 t/m 24-08-1968 | Hitnotering: 29-06-1968 t/m 24-08-1968 |
| Week:                                  | 1                                      | 2                                      | 3                                      | 4                                      | 5                                      | 6                                      | 7                                      | 8                                      | 9                                      |                                        |
| -------------------------------------- | -------------------------------------- | -------------------------------------- | -------------------------------------- | -------------------------------------- | -------------------------------------- | -------------------------------------- | -------------------------------------- | -------------------------------------- | -------------------------------------- | -------------------------------------- |
| Positie:                               | 38                                     | 20                                     | 16                                     | 12                                     | 11                                     | 16                                     | 16                                     | 20                                     | 28                                     | uit                                    |

### NPO Radio 2 Top 2000
| Nummer met noteringen in de NPO Radio 2 Top 2000 | '99  | '00  | '01 | '02 | '03 | '04  | '05  | '06  | '07 | '08  |
| ------------------------------------------------ | ---- | ---- | --- | --- | --- | ---- | ---- | ---- | --- | ---- |
| This Guy's in Love with You                      | 1713 | 1913 | -   | 341 | -   | 1948 | 1763 | 1863 | -   | 1937 |

1. ↑  Een '-' betekent dat het nummer niet was genoteerd en een vetgedrukt getal geeft de hoogste notering aan.
2. ↑  Deze tabel is bijgewerkt tot en met de laatste editie (2024).

## Coverversies
Van This Guy's in Love with You bestaan verschillende coverversies:
- De bekendste covers zullen ongetwijfeld die van Dionne Warwick en Aretha Franklin zijn. Zij namen (afzonderlijk) het nummer op, waarbij de titel en tekst werd veranderd om het naar vrouwelijke zangers te stroken, This Girl's in Love with You.
- Barry Manilow nam het nummer op voor zijn album The Greatest Songs of the Sixties (2006).
- Harry Connick, Jr. nam het nummer op voor de film One Fine Day (1996).
- Noel Gallagher van Oasis nam het nummer op.
- Faith No More speelde dit nummer live en bracht het uit op "the very best definitive ultimate greatest hits collection"

## Trivia
- Elf jaar later wist Alpert de eerste (en tot nog toe enige) artiest te worden die de eerste plaats wist te vergaren in de Billboard Hot 100 met zowel een vocaal nummer (This Guy's in Love with You) als een volledig instrumentaal nummer (het nummer Rise uit 1979).